# Țîkiv, Mostîska
Țîkiv (în ucraineană Циків) este un sat în comuna Popovîci din raionul Mostîska, regiunea Liov, Ucraina.

## Demografie
Componența lingvistică a localității Țîkiv
     Ucraineană (99,41%)
     Alte limbi (0,29%)
Conform recensământului din 2001, majoritatea populației localității Țîkiv era vorbitoare de ucraineană (99,41%), existând în minoritate și vorbitori de alte limbi.